# Norberto Bozzetti
Norberto José Pinheiro Bozzetti (Rio Grande, ? de ?) é um arquiteto, designer e professor brasileiro.
Há muito tempo, trabalha em editoras com grandes nomes das histórias em quadrinhos. Graduado na FAU, da então URGS (atual UFRGS), Bozzetti tem inúmeras marcas, embalagens, projetos editoriais entre outros produtos gráficos criados.
Também atuou na área de comunicação em publicidade e ilustração. Atualmente dirige sua própria agência, a Bozzetti Design, e é professor da UniRitter e presidente da APDESIGN (Associação dos Profissionais em Design do RS).